# Wappen Puntlands
Das völkerrechtlich zu Somalia gehörende Puntland gab sich 2009 ein eigenes Wappen.

## Beschreibung
Der Wappenschild zeigt die fünfzackig golden bekronte, um 90° gedrehte Flagge Puntlands mit nach oben gerichteter Sternspitze. Schildhalter sind zwei aufgerichtete naturfarbene Pferde, den Kopf zum Schild gewandt, fußend auf zwei gekreuzten Speeren, durchflochten von einem Band, über beidem zwei gekreuzte grüne Palmwedel.
Das Wappen lehnt sich erkennbar an das Wappen Somalias an. Das Puntland sieht sich als autonomer Teilstaat Somalias und gab sich 2009 ein eigenes Wappen.